# Alfredo Arias
Alfredo Carlos Arias Sánchez (ur. 28 listopada 1958 w Shangrilá) – urugwajski piłkarz pochodzenia hiszpańskiego występujący na pozycji napastnika, reprezentant Urugwaju, trener piłkarski, od 2025 roku prowadzi kolumbijski Junior.